# Inés Suárez
Inés Suárez (ur. 1507 w Plasencia, zm. 1580 w Santiago de Chile) – hiszpańska konkwistadorka, jedna z założycielek Santiago de Chile.

## Życiorys
Inés Suárez urodziła się w 1507 roku w Plasencii w Hiszpanii. Brak jest informacji o wydarzeniach z jej młodości. Prawdopodobnie wyszła za mąż w młodym wieku. Pierwszą pewną informacją z jej życia jest opuszczenie Hiszpanii i wyruszenie do Ameryki w wieku 30 lat w poszukiwaniu męża, Juana de Málagi, który wyruszył do Ameryki w celu zdobycia tamtejszych bogactw. Po przybyciu do Ameryki szybko dowiedziała się o śmierci męża. W nieznanych okolicznościach dołączyła do wyprawy Pedro de Valdivii do Chile jako jedyna Europejka. Z czasem Suárez stała się przyjaciółką, a następnie kochanką Valdivii.
Prawdopodobnie Suárez wyznaczyła miejsce, w którym powstało Santiago de Chile (wówczas Santiago del Nuevo Extremo). Jako osoba pochodząca z Estremadury umiała odnaleźć źródła wody na pustynnych obszarach Chile. Brała także aktywny udział w obronie nowego miasta przed atakami Indian. Pod nieobecność gubernatora, dzięki jej odwadze i zdecydowaniu, 11 września 1541 roku udało jej się uchronić miasto od kapitulacji przed oblegającymi je oddziałami Indian Mapuche. W niektórych źródłach podkreślano, że w trakcie walki wykazała się okrucieństwem wobec siedmiu schwytanych indiańskich wodzów, którym ścięła głowy w celu zastraszenia atakujących oddziałów. Wystraszeni egzekucją jeńców Indianie odstąpili od oblężenia i wycofali się w popłochu.
Jej związek z Valdivią trwał do czasu jego procesu w Limie, podczas którego oskarżono go o romans z Suárez i zmuszono do sprowadzenia do Ameryki swojej żony – Mariny Ortíz de Gaete – oraz wydania Inés Suárez za mąż. Ostatecznie w 1549 roku Valdivia ożenił z nią jednego ze swoich dowódców, Rodrigo de Quirogę. Od czasu ślubu wiodła spokojne, pobożne życie. Wraz z mężem przyczyniła się do budowy kościoła i klasztoru w Santiago.
Zmarła w 1580 roku w Santiago de Chile.

## Upamiętnienie
Jest bohaterką powieści „Inés, pani mej duszy” autorstwa Isabel Allende. W 2020 na jej podstawie nakręcono serial o tym samym tytule, od 26 kwietnia 2022 emitowany na antenie TVP2.